# Clara Caroline Schachne

Clara Caroline Schachne (Clara Schott)

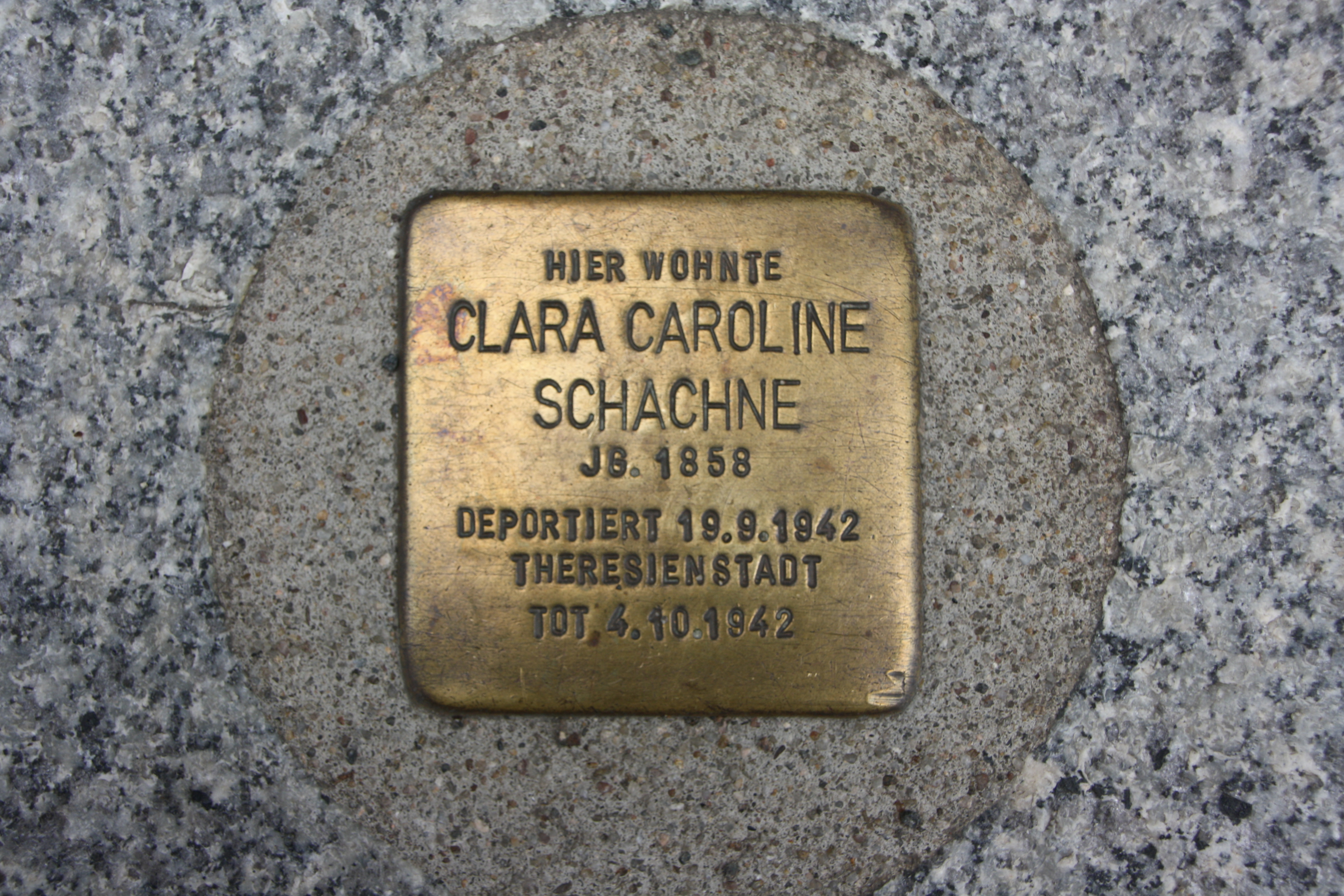
Stolperstein

Clara Caroline Schachne (* 9. Juni 1858 in Meseritz; † 4. Oktober 1942 in Theresienstadt) war eine deutsche Schriftstellerin und Journalistin.

## Leben
Clara Caroline Schachne wurde als Tochter des jüdischen Wollhändlers Joseph Hirsch und seiner Frau Cerline (Lina) Schachne in Meseritz (Provinz Posen) geboren. 1881 kam sie nach Leipzig, wo sie als Schriftstellerin und Journalistin arbeitete.
Schachne schrieb unter dem Pseudonym Clara Schott, dem Geburtsnamen ihrer Mutter, zahlreiche Märchen-, Kinder- und Jugendbücher. Sie verfasste als Journalistin Aufsätze, Novellen, Skizzen und Modeberichte für verschiedene Zeitungen und Zeitschriften. Schachne veröffentlichte aber auch am Ende des 19. Jahrhunderts eine Schrift mit dem damals provokanten Titel „Zur Männerfrage“.
1933 wurden ihre Bücher aus den deutschen Büchereien entfernt und durften nicht mehr verlegt werden. In Leipzig wohnte sie zum Schluss im israelitischen Altersheim. Am 19. September 1942 wurde Clara Caroline Schachne in das KZ Theresienstadt deportiert, wo sie zwei Wochen später im 85. Lebensjahr starb.
2007 wurde auf Initiative der Deutschen Bücherei Clara Caroline Schachne gedacht, als vor ihrem letzten Wohnhaus in der Paul-List-Straße 13 in Leipzig ein Stolperstein im Pflaster verlegt wurde.

## Werke (Auswahl)
- Die Heimath der Frau. Ein Brautgeschenk für Deutschlands Töchter. Unter Mitwirkung hervorragender Frauen. Müller, Zeitz 1887.
- Die Märchentante. Märchen und Erzählungen. Dürns, Wesel 1893.
- Wie stellt man Lebende Bilder? Angaben zur Stellung lebender Bilder. (Mit Frida Schanz und Robert Bertin.) Ernst, Halberstadt 1893.
- Im goldenen Märchenhain. Eine Auswahl reizender Märchen. Gehly, Köln 1894.
- Aus dem Zauberlande. Märchen für Knaben und Mädchen. Weber, Leipzig 1895.
- Ernstes und Heiteres. Erzählungen. Brandeis, Prag 1896.
- Für die Kinderstube. Erzählungen für junge Mädchen von 8 bis 12 Jahren. Fischer, Dresden 1896.
- Zur Männerfrage. Bleier, Leipzig 1898. (Digitalisat). Neuausgabe Hofenberg, Berlin 2021, ISBN 978-3-7437-2190-6
- Neue Erzählungen für Mädchen. Fischer, Dresden 1899.
- Die Märchenfee. Fischer, Dresden 1899.
- Frühlingsreif. Erzählung für junge Mädchen. Vogel & Vogel, Leipzig 1900.
- Um der Ehre willen. Weber, Heilbronn 1900.
- Frau Kathi. Novelle. Weichert, Berlin 1901.
- Der Waldwächter. Weber, Heilbronn 1902.
- Babys Leiden und Freuden. Eine Geschichte in Versen für artige Kinder. Jacoby & Zocher, Leipzig 1904.
- Im Feenreich. Zwölf Märchen. Lucas, Elberfeld 1908.
- Die Kartenlegerin. Rademacher, Bonn 1908. / Clara Schott
- Die Kränzchenschwestern. Eine Erzählung für junge Mädchen. Weichert, Berlin 1910.
- Bunte Reihe. Erzählungen und Märchen. Lucas, Elberfeld, 1912 / Clara Schott
- Die Ausgewiesenen. Roman in Bildern aus dem Kriegsjahr 1914/15. Schleppegrell, Leipzig 1916.
- Schulmädel-Geschichten Ernstes und Heiteres für junge Mädchen, Hamburg (1920)
- Einsame Herzen. Weber, Heilbronn 1920.
- Falsche Lorbeeren. Weber, Heilbronn 1925.
- Im Zauberstübchen. Märchen. Wille, Berlin 1925.
- Das verzauberte Schloß. Märchen. Berlin (1927)
- Die Schmiede am See. Märchen, Berlin 1927.
- Märchen aus 1001 Nacht. Leipziger Graphische Werke, Leipzig 1927.